# Cabrillanes (kommun)
Cabrillanes är en kommun i Spanien.   Den ligger i provinsen Provincia de León och regionen Kastilien och Leon, i den nordvästra delen av landet, 300 km nordväst om huvudstaden Madrid. Antalet invånare är 905. Arean är 169 kvadratkilometer. Cabrillanes gränsar till San Emiliano, Murias de Paredes, Villablino och Somiedo. 
Terrängen i Cabrillanes är kuperad.